# Frank Mandel
Frank Mandel (1884 - 20 avril 1958) est un dramaturge et producteur américain. Il coécrit plusieurs productions. Certaines de ses œuvres ont été adaptées par d'autres. Plusieurs de ses collaborations ont été adaptées en films. Les bibliothèques de l'UCLA possèdent une collection de ses papiers,.

## Biographie
Il est né Frank Armand Mandel à San Francisco. Il a fréquenté l'Université de Californie où il a participé à la société d'art oratoire, au Congrès des étudiants et à l'équipe de débat, tout en étant actif dans la chorale, avec Richard Walton Tully. Il a obtenu son diplôme en 1904, une licence en lettres, puis entre à la Hastings Law School. Après ses études, il a commencé à vendre des costumes avec son père, à travailler dans l'immobilier et à écrire des pièces de théâtre. Lorsque l'immobilier a plongé après le tremblement de terre et l'incendie de 1905, il a rassemblé 5 000 dollars et est parti dans l'Est pour écrire des pièces de théâtre.
Après avoir écrit No, No, Nanette, il a formé l'équipe de production Schwab and Mandel avec Laurence Schwab. Ils ont produit des œuvres telles que Follow Thru, Good News, The Firebrand et America's Sweetheart. Il meurt le 20 avril 1958 à Hollywood.

## Théâtre
- My Lady Friends (1919) co-auteur avec Emil Nyiray[5]
- The Five Million, co-auteur[6]
- Mary, co-auteur avec Otto Harbach ; musique de Louis Hirsch[7]
- No, No, Nanette (1925) co-auteur avec Otto Harbach[8]
- The New Moon
- The Desert Song
- Tickle Me (play)
- America's Sweetheart (comédie musicale) (1931)
- East Wind (comédie musicale)
- Follow Thru (comédie musicale) (1929)

## Filmographie
- 1929 : The Desert Song
- 1930 : No, No, Nanette
- 1930 : New Moon
- 1930 : Follow Thru
- 1947 : Good News
- 1950 : Tea for Two
- 1953 : The Desert Song